# قوة الشرطة في بونتلاند
قوة الشرطة في بونتلاند (PPF)؛ (بالصومالية: Ciidanka Booliska Puntland)‏ هي قوة الشرطة الرسمية والمنظمة المدنية الرئيسية لإنفاذ القانون في ولاية بونتلاند المتمتعة بالحكم الذاتي في الصومال، وتشمل واجباتها مكافحة الجريمة، ومراقبة حركة المرور، والحفاظ على السلامة العامة، ومكافحة الإرهاب. وتخضع لسلطة وزير الأمن.
تعمل قوة الشرطة منذ عام 1998 كأحد الأجهزة الرئيسية للقوات المسلحة في بونتلاند، غير أنها تتمتع ببعض الاستقلالية عن باقي القوات المسلحة.
وفي حالات الطوارئ، يمكن التواصل مع الشرطة عن طريق الرقم 999.

## الهيكل
تتخذ قوة الشرطة في بونتلاند، من مركزها في وسط العاصمة الإدارية للولاية جروي، مقرا لها.
وتقوم بالإدارة والإشراف على الأجهزة المتخصصة وقوات الشرطة في باقي محافظات بونتلاند، وتضطلع بدورها في التطوير والتنظيم والدعم.
عُين اللواء مؤمن عبدي شري رئيسا لقوة الشرطة في بونتلاند عام 2022 ويتولى المنصب حاليا.

## الوحدات
تتكون قوة الشرطة في بونتلاند من 11 وحدة أساسية وهي:

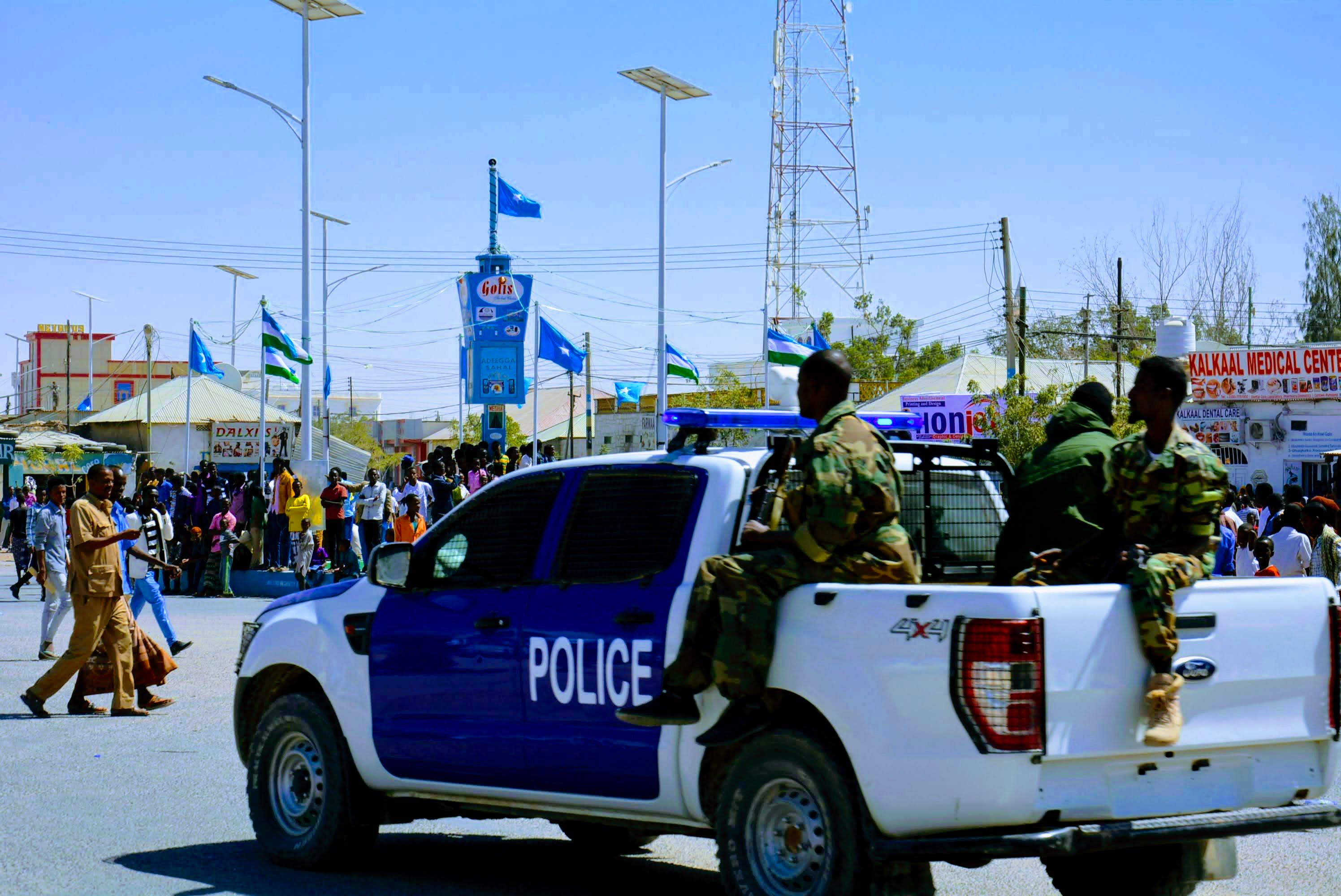
عناصر من قوات الشرطة في بونتلاند يؤمنون محيط ميدان جروي (Barxadda Garowe)

- إدارة التحقيقات الجنائية
- مكتب شؤون الموظفين
- مكافحة الإرهاب
- سلامة الطرق
- تطوير الموارد البشرية
- إدارة الادارة
- النقل والاتصالات
- العمليات
- وحدة الشرطة الخاصة (SPU)
- وحدة الشرطة بِرمد
- وحدة جودِر

### البحث الجنائي
إدارة التحقيقات الجنائية هي وحدة حكومية تعمل على ملفات الجرائم المنظمة وتقوم بالتحقيقات وأخذ البصمات والسجلات الجنائية ومسائل الهجرة وجوازات السفر.
تعمل إدارة التحقيقات الجنائية كوحدة تابعة لقوة الشرطة في بونتلاند، وتركز بشكل خاص على التحقيق الفني والتكتيكي، بالإضافة إلى كونها مسؤولة عن الجريمة المنظمة.

## المنشآت
أكاديمية الشرطة في عرمو
مركز الشرطة في العاصمة جروي

## روابط خارجية
- قائد شرطة بونتلاند يزور مراكز الشرطة